# جوجه‌اردک زشت (فیلم ۱۹۲۰)
جوجه‌اردک زشت (انگلیسی: The Ugly Duckling) یک فیلم صامت به کارگردانی الکساندر باتلر است که در سال ۱۹۲۱ منتشر شد. از بازیگران آن می‌توان به آلبر ری و فلورنس ترنر اشاره کرد.